# Cyrtopodium withneri
Cyrtopodium withneri är en orkidéart som beskrevs av Lou Christian Menezes. Cyrtopodium withneri ingår i släktet Cyrtopodium, och familjen orkidéer. Inga underarter finns listade i Catalogue of Life.